# Chytonix bella
Chytonix bella är en fjärilsart som beskrevs av Köhler 1979. Chytonix bella ingår i släktet Chytonix och familjen nattflyn. Inga underarter finns listade i Catalogue of Life.